# Comitati per le libertà
I Comitati per le libertà (ufficialmente, in latino, Comitatus pro libertatibus o Comitatus pro Libertates; in inglese Freedom Committees) sono un'associazione transnazionale che si dedica alla diffusione dei principi del pensiero liberale.

## Storia
I «Comitati per le libertà» nascono nel 1997 su iniziativa dello scrittore russo Vladimir Bukovskij, dello storico francese Stéphane Courtois e dello scrittore e giornalista italiano Dario Fertilio come movimento internazionale a base federale che si batte per difendere e diffondere la cultura delle libertà.
Nei primi anni i comitati si sono adoperati per l'organizzazione di vari convegni, per esempio il 13 ottobre 1997 in onore di Edgardo Sogno a Torino.
Nel 2001 l'Assemblea Generale tenutasi a Firenze ha eletto presidente generale dei Comitati Vladimir Bukovskij.. Un'altra assemblea fu tenuta a Roma dal 1 al 3 marzo 2003.

## Simposi internazionali

### «Memento Gulag»
I Comitati per le Libertà indicono ogni anno «Memento Gulag», una giornata di studi internazionali sulla repressione e sui crimini dei regimi comunisti, in particolare del totalitarismo sovietico. La giornata di studi si tiene sempre nella stessa data, scelta per il suo valore simbolico: il 7 novembre, data d'inizio della Rivoluzione d'ottobre secondo il calendario gregoriano.
Conferenze annuali
Dal 2003, con cadenza annuale, il simposio internazionale si è tenuto in diverse città europee:
- 2003: a Roma[6][7], 7-8 Novembre[8];
- 2004: a Bucarest (in collaborazione con il Memoriale delle vittime del Comunismo e della Resistenza)[9][10];
- 2005: a Berlino[4][11] (in collaborazione con l'Istituto italiano di cultura di Berlino, il Memoriale di Berlino-Hohenschönhausen e la Fondazione Konrad Adenauer)[11];
- 2006: a La Roche-sur-Yon in Vandea (dedicata alle vittime ungheresi del 1956)[12];
- 2007: a Parigi[5][13];
- 2008 a Milano;
- 2009 a Trieste.[13]
- 2010 a Bologna;
- 2019 a Roma al Senato della Repubblica. In questa occasione è stato lanciato l'«Appello per una Norimberga del comunismo».

Il convegno ha visto la partecipazione del presidente del Senato italiano Marcello Pera (in due occasioni) e di quello del parlamento federale tedesco (Bundestag) Norbert Lammert, dell'ex commissario dell'Unione Europea ed ex ministro degli esteri lettone Sandra Kalniete e del presidente della Moldavia Mihai Ghimpu.

## Attività editoriale
La Bibliotheca Albatros è la casa editrice affiliata ai comitati per le libertà in Italia. Pubblica libri di indagine o analisi storico-politica. Fra gli autori principali vi sono Dario Fertilio, Zianon Pazniak, Ennio Caretto, Roberto Balzani, Frediano Sessi, Arrigo Petacco, Franco Prosperi. L'organizzazione distribuisce anche i libri della Fondazione Cassa di Risparmio di Saluzzo
Pubblica anche la rivista Libertas, diretta da Dario Antiseri, di cui Vladimir Bukovskij è membro del comitato editoriale, e la rivista Samizdat – ex Oriente Libertates.

### Discorsi ufficiali
- 2003 Marcello Pera,  Il gulag e la logica totalitaria., Roma, Memento Gulag 2003
- 2005 Marcello Pera,  Memento Gulag. Memento oggi.. URL consultato il 16 novembre 2017 (archiviato dall'url originale il 2 dicembre 2013)., Berlino, Memento Gulag 2005
- 2010 Mihai Ghimpu,  Intervento. URL consultato il 16 novembre 2017 (archiviato dall'url originale il 1º ottobre 2013). dell'ex-presidente della Moldavia (EN) , Memento Gulag 2010